# Cwiklicze
Cwiklicze (biał. Цвіклічы, Cwikliczy; ros. Цвикличи, Cwikliczi) – wieś na Białorusi, w obwodzie grodzieńskim, w rejonie grodzieńskim, w sielsowiecie Kopciówka.
Należały do ekonomii grodzieńskiej. W dwudziestoleciu międzywojennym wieś leżała w Polsce, w województwie białostockim, w powiecie grodzieńskim, w gminie Hornica. 
Według Powszechnego Spisu Ludności z 1921 roku folwark zamieszkiwało 207 osób, 187 było wyznania rzymskokatolickiego, 20 prawosławnego. Jednocześnie 206 mieszkańców zadeklarował polską przynależność narodową a 1 białoruską. Były tu 42 budynki mieszkalne.